# Période 5 du tableau périodique
La période 5 du tableau périodique est la cinquième ligne, ou période, du tableau périodique des éléments. Elle contient des éléments du bloc s, du bloc d et du bloc p :
| Élément chimique | Élément chimique | Élément chimique | Famille d'éléments     | Configuration électronique[1] |
| ---------------- | ---------------- | ---------------- | ---------------------- | ----------------------------- |
| 37               | Rb               | Rubidium         | Métal alcalin          | [Kr] 5s1                      |
| 38               | Sr               | Strontium        | Métal alcalino-terreux | [Kr] 5s2                      |
| 39               | Y                | Yttrium          | Métal de transition    | [Kr] 5s2 4d1                  |
| 40               | Zr               | Zirconium        | Métal de transition    | [Kr] 5s2 4d2                  |
| 41               | Nb               | Niobium          | Métal de transition    | [Kr] 5s1 4d4 ( * )            |
| 42               | Mo               | Molybdène        | Métal de transition    | [Kr] 5s1 4d5 ( * )            |
| 43               | Tc               | Technétium       | Métal de transition    | [Kr] 5s2 4d5                  |
| 44               | Ru               | Ruthénium        | Métal de transition    | [Kr] 5s1 4d7 ( * )            |
| 45               | Rh               | Rhodium          | Métal de transition    | [Kr] 5s1 4d8 ( * )            |
| 46               | Pd               | Palladium        | Métal de transition    | [Kr] 4d10 ( * )               |
| 47               | Ag               | Argent           | Métal de transition    | [Kr] 5s1 4d10 ( * )           |
| 48               | Cd               | Cadmium          | Métal de transition    | [Kr] 5s2 4d10                 |
| 49               | In               | Indium           | Métal pauvre           | [Kr] 5s2 4d10 5p1             |
| 50               | Sn               | Étain            | Métal pauvre           | [Kr] 5s2 4d10 5p2             |
| 51               | Sb               | Antimoine        | Métalloïde             | [Kr] 5s2 4d10 5p3             |
| 52               | Te               | Tellure          | Métalloïde             | [Kr] 5s2 4d10 5p4             |
| 53               | I                | Iode             | Halogène               | [Kr] 5s2 4d10 5p5             |
| 54               | Xe               | Xénon            | Gaz noble              | [Kr] 5s2 4d10 5p6             |
( * )   Exceptions à la règle de Klechkowski : niobium 41Nb, molybdène 42Mo, ruthénium 44Ru, rhodium 45Rh, palladium 46Pd et argent 47Ag.